# 우간다 보호령
우간다 보호령은 1894년부터 1962년까지 대영 제국의 보호령이었다. 1893년 영국 동아프리카 회사는 주로 부간다 왕국으로 구성된 영토의 행정권을 영국 정부에 이양했다.
1894년 우간다 보호령이 설립되었고, 영토는 부간다의 경계를 넘어 현재의 우간다와 거의 일치하는 지역으로 확장되었다.

## 역사

### 배경
1880년대 중반, 부간다 왕국은 우간다 토착 종교 신봉자, 가톨릭교도, 개신교도, 무슬림이라는 네 개의 종교 파벌로 나뉘어 각각 정치적 통제권을 놓고 경쟁했다. 1888년, 므왕가 2세는 무슬림 파벌이 주도한 쿠데타로 축출되었고, 이들은 칼레마를 지도자로 세웠다. 이듬해 개신교와 가톨릭 연합이 칼레마를 제거하고 므왕가 2세를 복위시키기 위해 결성되었다. 이 연합은 영국 동아프리카 회사(IBEAC)와 동맹을 맺고, 칼레마를 축출하고 1890년에 므왕가를 복위시키는 데 성공했다.
IBEAC는 1890년 프레더릭 루가드를 우간다에 수석 대표로 파견하여 경쟁 파벌 간의 평화를 유지하는 데 도움을 주었다. 1891년, 므왕가는 루가드와 조약을 맺어 므왕가가 자신의 땅과 조공국들을 IBEAC의 보호 아래 두기로 했다.
1892년, 무슬림 파벌을 진압한 후 개신교도와 가톨릭교도는 패권 장악을 위한 투쟁을 재개하여 내전으로 이어졌다. 같은 해, 영국 정부는 IBEAC가 1893년까지 우간다에 잔류하도록 지원을 확대했다. 우간다 개입에 대한 강력한 반대에도 불구하고, 정부는 영국의 영향력 철수가 전쟁으로 이어지고, 1890년 독일에 이어 동아프리카에 대한 영국의 영향권에 다른 유럽 열강이 침범할 위협을 느꼈다.
1893년 3월 31일, IBEAC는 우간다에서의 공식적인 활동을 중단했다. 알프레드 터커가 이끄는 선교사들은 영국 정부에 IBEAC 대신 우간다 행정을 맡아줄 것을 요청했으며, 영국의 철수는 다른 종교 파벌 간의 내전 지속으로 이어질 것이라고 주장했다. 얼마 후, 우간다 현지의 영국 정부 대표인 제럴드 포털 경은 이중 추장제를 제안했다. 즉, 모든 추장국에 개신교 추장과 가톨릭 추장이 한 명씩 있는 것이다. 1893년 4월 19일, 영국 정부와 우간다 추장들은 이 계획을 시행하는 조약에 서명했다.
1894년 6월 18일, 영국 정부는 우간다가 영국의 보호령이 될 것이라고 선언했다.

### 1894–1901
1900년 우간다 협정은 카그와가 이끄는 주로 개신교 '바쿵구' 고객 추장들의 권력을 공고히 했다. 런던은 소수의 관리들만을 파견하여 나라를 통치했으며, 주로 '바쿵구' 추장들에게 의존했다. 수십 년 동안 그들은 정치적 기술, 기독교 신앙, 영국과의 우호적 관계, 세금 징수 능력, 엔테베(우간다 식민지 수도)와 부간다 수도의 근접성 때문에 선호되었다. 1920년대에 이르러 영국 행정관들은 더 자신감을 얻었고 군사적 또는 행정적 지원에 대한 필요성이 줄어들었다. 식민지 관리들은 농민들이 생산하는 환금 작물에 세금을 부과했다. 간다인 일반 대중들 사이에서는 불만이 만연하여 그들의 지도자들의 입지가 약화되었다. 1912년, 카그와는 자신을 회장으로, '바쿵구'를 일종의 세습 귀족으로 하는 부간다의 두 번째 '루키코'를 제안하여 '바쿵구'의 권력을 공고히 하려 했다. 영국 관리들은 광범위한 대중적 반대를 발견하자 이 아이디어에 거부권을 행사했다. 대신 영국 관리들은 일부 개혁을 시작하고 '루키코'를 진정한 대표 의회로 만들려고 시도했다.

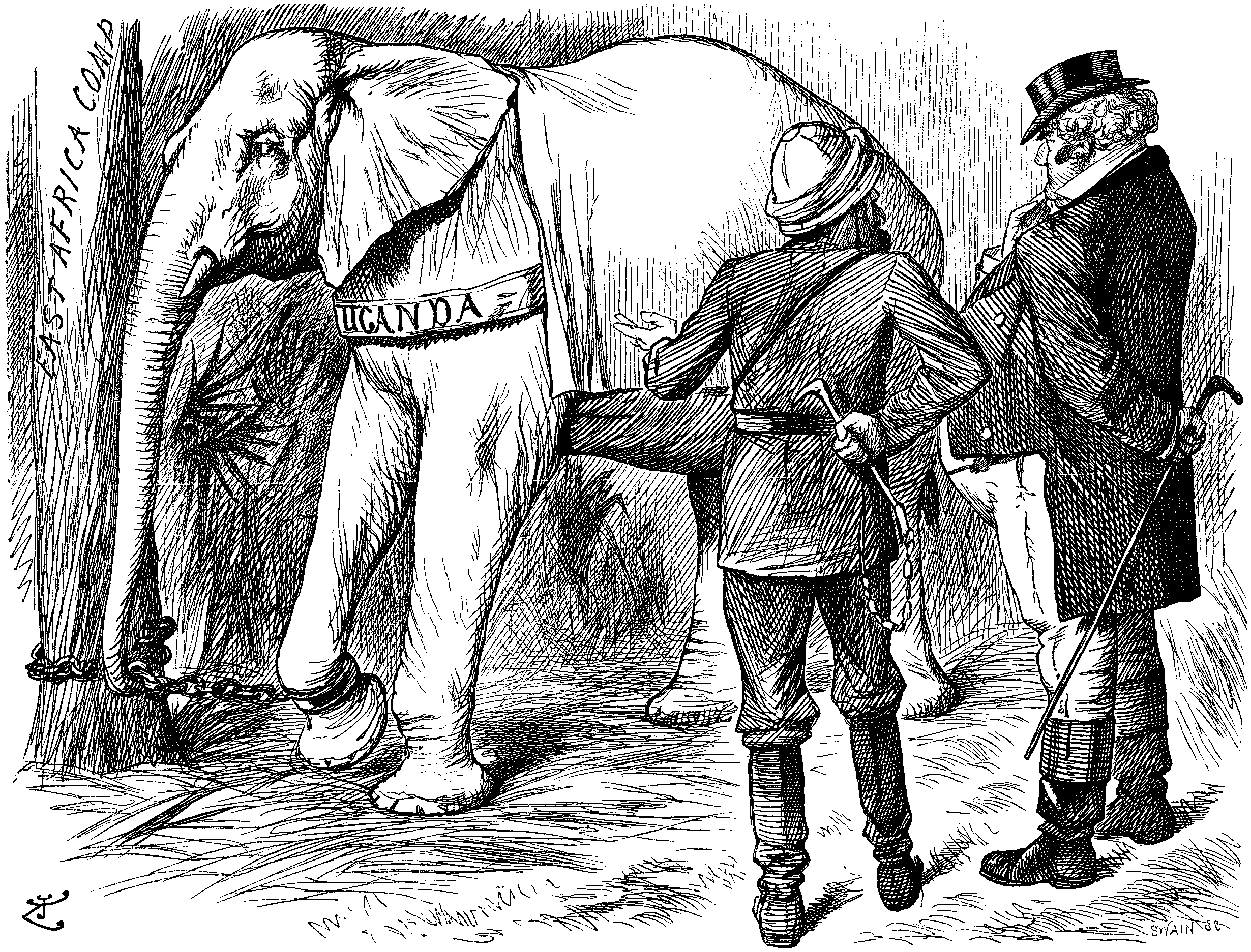
펀치 만화는 우간다를 흰 코끼리로 의인화하여 동아프리카 회사가 영국에 팔려고 시도하는 것을 묘사한다 (1892)

우간다의 식민지 시대 동안 엄청난 변화가 일어났지만, 19세기 후반 아프리카 사회의 일부 특징은 독립 당시 다시 나타났다. 보호령 지위는 이 지역이 이웃한 케냐와 같은 식민지가 된 것보다 우간다에 훨씬 다른 결과를 가져왔는데, 우간다는 완전한 식민지 행정 아래서는 제한되었을 자치권을 어느 정도 유지했기 때문이다.
그러나 식민지 통치는 지역 경제 시스템에 극적으로 영향을 미쳤는데, 이는 부분적으로 영국인들의 첫 번째 관심사가 재정적인 것이었기 때문이었다. 1897년 수단인 반란(1900년 이전 우간다)을 보호령 위원 조지 윌슨 CB의 지휘 아래 진압하는 것은 비용이 많이 들었다. 영국령 인도 육군 부대가 상당한 비용을 들여 우간다로 수송되었다. 1900년에 우간다의 새로운 위원이 된 해리 H. 존스턴 경은 효율적인 행정을 수립하고 가능한 한 빨리 세금을 징수하라는 명령을 받았다. 존스턴은 우간다 추장들에게 협력을 대가로 식민지 행정직을 제안했다.
추장들은 카바카의 왕실 계승을 유지하고 자신들과 지지자들을 위한 사유 토지 소유를 확보하면서 우간다를 자치 실체로 보존하는 데 더 관심이 많았다. 격렬한 협상이 이어졌지만, 추장들은 부간다 전체 토지의 절반을 포함하여 그들이 원했던 모든 것을 얻었다. 영국에 "왕령지"로 남겨진 나머지 절반은 나중에 대부분 늪지대와 황무지임이 밝혀졌다.
존스턴의 1900년 우간다 협정은 오두막과 총에 세금을 부과하고, 추장들을 세금 징수자로 지정했으며, 영국과 부간다의 지속적인 동맹을 증명했다. 영국은 다른 왕국들(토로는 1900년, 안콜레는 1901년, 부뇨로는 1933년)과 대규모 사유 토지 소유권 조항 없이 훨씬 덜 관대한 조약을 체결했다. 부소가의 작은 추장국들은 무시되었다.

### 부간다 행정관
간다인들은 자신들이 최근 정복한 이웃 지역에 대한 행정관으로서 영국에 즉시 봉사를 제안했으며, 이는 경제에 관심이 많은 식민지 행정부에 매력적인 제안이었다. 간다인 대리인들은 키게지, 음발레, 그리고 특히 부뇨로와 같은 지역에서 지역 세금 징수원 및 노동 조직자로 활동했다. 이러한 하위 제국주의와 간다 문화적 국수주의는 통치를 받는 사람들의 반발을 샀다.
어디를 가든지 간다인들은 그들의 언어인 루간다어의 배타적 사용을 주장했고, 먹을 가치가 있는 유일한 적절한 음식으로 바나나를 심었다. 그들은 자신들의 전통 복장인 긴 면 가운인 칸주를 문명적이라고 여겼으며, 다른 모든 것은 야만적이라고 보았다. 그들은 또한 선교 활동을 장려하고 참여하여 현지인들을 그들의 형태의 기독교나 이슬람으로 개종시키려고 시도했다. 일부 지역에서는 그 결과로 인한 반발이 종교적 경쟁자들의 노력을 도왔다. 예를 들어, 가톨릭교도들은 억압적인 통치가 개신교 간다족 추장과 동일시되는 지역에서 개종자를 얻었다.
부뇨로 사람들은 간다인과 영국인에 맞서 싸웠고, 그들의 중심부 상당 부분이 "잃어버린 카운티"로 부간다에 합병되었으며, 마침내 "오만불손한" 간다인 행정관들이 명령을 내리고 세금을 징수하며 무급 노동을 강요했기 때문에 특히 불만이 많았다. 1907년 바뇨로족은 "거부"를 의미하는 냔기레라는 반란을 일으켜 간다인 준제국주의 대리인들을 철수시키는 데 성공했다.
한편, 1901년 몸바사 해안에서 빅토리아호 항구 키수무까지 우간다 철도가 완공되면서 식민지 당국은 철도 운영 비용을 지불하는 데 도움이 되는 환금 작물 재배를 장려하게 되었다. 철도 건설의 또 다른 결과는 1902년에 우간다 보호령의 동부 지역을 케냐 식민지, 당시 동아프리카 보호령이라고 불리던 곳으로 이전하여 전체 노선을 하나의 지역 식민지 행정 아래 두기로 결정한 것이었다. 케냐에서 철도 건설 비용이 초과되었기 때문에 영국은 예외적인 비용을 정당화하고 운영 비용을 지불하기 위해 "화이트 하이랜드"로 알려진 환금 작물 농업의 중심지가 된 광대한 토지에 대규모 유럽인 정착을 도입하기로 결정했다. 결국 "동아프리카 보호령"에서 제외된 영토의 주요 부분은 영국 제국이 유대 국가 건설을 제안했던 우간다 계획이었다. 이 제안은 고대 에레츠 이스라엘 외에는 어떤 것도 받아들이기를 거부한 시오니스트 운동에 제안되었고 거부되었다.
이와 대조적으로 우간다의 많은 지역에서는 기회가 주어지면 농업 생산이 아프리카인들의 손에 맡겨졌다. 면화는 주로 영국 면화 재배 협회의 압력 때문에 선택된 작물이었다. 이 협회는 영국 방직 공장을 위한 원자재를 식민지에서 제공하도록 촉구하는 직물 제조업체였다. 이는 환금 작물을 재배함으로써 이루어졌다. 심지어 교회 선교회도 (전직 선교사가 관리하는) 우간다 회사를 설립하여 면화 재배를 장려하고 생산물을 구매하고 운송하는 노력에 동참했다.
호수 옆의 전략적 위치를 가진 부간다는 면화 재배의 이점을 누렸다. 이 작물의 이점은 새로 자유 보유지를 획득한 간다 추장들에 의해 빠르게 인식되었으며, 이 토지는 정사각형 마일로 측정되었기 때문에 마일로라고 불리게 되었다. 1905년 초기 면화 수출액은 200 파운드였고, 1906년에는 1,000 파운드, 1907년에는 11,000 파운드, 1908년에는 52,000 파운드였다. 1915년까지 면화 수출액은 369,000 파운드로 증가했고, 영국은 우간다 식민지 행정에 대한 보조금을 중단할 수 있었으며, 케냐의 백인 정착민들은 본국 정부의 지속적인 보조금을 필요로 했다.
면화 판매로 발생한 수입은 제1차 세계 대전 이전에 부소가, 랑고, 테소의 동부 지역에서도 면화가 재배되었음에도 불구하고, 우간다 왕국을 식민지 우간다의 나머지 지역과 비교하여 상대적으로 번영하게 만들었다. 많은 간다인들은 새로 벌어들인 돈을 수입 의류, 자전거, 금속 지붕, 심지어 자동차에 소비했다. 그들은 또한 자녀 교육에도 투자했다. 기독교 선교사들은 읽고 쓰는 능력을 강조했고, 아프리카인 개종자들은 빠르게 읽고 쓰는 법을 배웠다. 1911년까지 두 개의 인기 있는 저널인 Ebifa(뉴스)와 Munno(당신의 친구)가 매월 루간다어로 발행되었다.
아프리카 자금의 막대한 지원을 받아 멩고 고등학교, 성 마리 키수비, 나밀리안고, 가야자, 킹스 칼리지 부도 등 부간다 전역의 새로운 학교들이 졸업생을 배출하기 시작했다. 부간다 왕국의 수석 장관인 아폴로 카그와 경은 킹스 칼리지 부도의 최고 졸업생에게 개인적으로 자전거를 수여하고 정부 직책을 약속했다. 사실 이 학교들은 이전에 카바카의 궁궐에서 수행되던 교육 기능을 물려받았는데, 이곳에서는 여러 세대의 젊은 시동들이 추장이 되기 위한 훈련을 받았다. 이제 요구되는 자격은 읽고 쓰는 능력과 타자, 영어 번역을 포함한 기술이었다.
식민지 이전 시대의 두 가지 중요한 정치적 원칙이 식민지 시대에도 이어졌다. 즉, 야심 찬 젊은 관리들이 나이 많은 고위 추장들에게 자신을 붙이는 고객 관계와 젊은 세대가 나이든 사람들을 직책에서 몰아내고 그들을 대체하려고 할 때 발생하는 세대 갈등이다. 제1차 세계 대전 이후, 부간다의 고위 직책에 대한 젊은 야심가들은 자신들이 학교 교육을 통해 습득한 많은 기술이 부족한 아폴로 경과 그의 동시대인들의 영원해 보이는 재직 기간에 참을성을 잃었다. 스스로를 젊은 간다인 협회라고 부르는 신세대 구성원들은 간접 통치 하의 부간다의 명목상 통치자인 젊은 카바카 다우디 츠와에게 자신을 붙였다. 그러나 카바카 다우디는 진정한 정치 권력을 얻지 못했고, 짧고 실망스러운 통치 끝에 43세라는 비교적 젊은 나이에 사망했다.

### 제1차 세계 대전 시대 군대
보호령 점령 역사의 초기에 영국 식민지 정부는 지역 방어군의 필요성을 인식했다. 1895년 보호령 내의 영국 식민지 무장군은 우간다 소총대였는데, 이들은 내부 보안군으로 조직되었다(즉, 외부 침략에 대비하기보다는 부족 지역의 평화를 유지하는 역할). 19세기 후반, 지역 방어군은 주로 영국군이 데려온 수단인 부대로 구성되었으며, 이 부대는 영국군과 수단인 장교들이 혼합하여 지휘했다. 이 부대에는 영국 동아프리카 회사의 이익을 방어하는 데 현지 부족들이 거의 참여하지 않았다. 불행히도 수단인들은 복무 조건에 불만을 품고 1897년에 우간다 소총대가 반란을 일으켰다. 1902년 1월 1일 우간다의 다소 불규칙한 무장군이 재편성되었고(수단인이 훨씬 적고 현지 부족들이 더 많이 포함됨), 킹스 아프리카 소총대 (KAR) 제4대대로 재명명되었다. 1914년 적대 행위가 발발했을 때 이 방어 구조가 있었지만, 1911년 KAR에 감축이 있어 연대의 병력 구조가 더욱 확대되었다. 제1차 세계 대전이 끝날 무렵, KAR의 우간다 파견대는 상당히 성장했으며, 외부인이 아닌 우간다인으로 구성된 효과적인 전투력이 되어 동아프리카의 독일군에 맞서 성공을 거두었다. 보호령은 또한 독일 활동에 대한 정보 수집 및 동아프리카 동맹국과의 정치-군사 연락을 위한 비상 대응 조직을 개발했다. 영국 국립 문서 보관소 기록에 따르면 이 조직(우간다 정보부)은 약 20명으로 구성되었고 유럽 장교와 아프리카 병사들을 포함했다.
이러한 모집은 주로 보호령 북부, 특히 아촐리 준지역에서 이루어졌다. 영국 식민지 행정부는 아촐리족의 라모기 씨족과도 싸웠고, 이는 라모기 반란으로 이어졌다.

### 1920년부터 1961년까지
틀:Uganda Protectorate imagemap
정치적 지지 기반으로서 훨씬 더 유망했던 것은 영국 식민지 장교들이었다. 그들은 학교 졸업생들의 타자 및 번역 기술을 환영했으며, 자신들이 선호하는 사람들의 경력을 발전시켰다. 이 경쟁은 제1차 세계 대전 이후에 결정되었다. 당시 영국군 출신 장교들이 대거 유입되어 이제는 지역 위원으로서 봉사하며, 자치 정부가 좋은 정부에 방해가 된다고 느끼기 시작했다. 특히 그들은 아폴로 경과 그의 세대가 비효율적이고 권력을 남용하며 적절한 재정 장부를 유지하지 못했다고 비난했는데, 이는 입증하기 어렵지 않은 혐의였다.
아폴로 경은 1926년에 사임했으며, 거의 같은 시기에 많은 노년의 간다 추장들이 새로운 세대의 관리들로 교체되었다. 부간다 재무부도 그해 처음으로 감사를 받았다. 젊은 간다인 협회는 민족주의 조직은 아니었지만, 구 질서에 대한 대중의 아프리카인 불만을 대변한다고 주장했다. 그러나 젊은 간다인들이 노년 세대를 대체하자마자, 권력과 함께 오는 특권에 대한 그들의 반대는 멈췄다. 이러한 패턴은 우간다 정치에서 독립 전후까지 지속되었다.
제1차 세계 대전 이전에 추장들의 면화 농장에서 노동하던 평민들은 계속해서 노예 생활을 하지 않았다. 시간이 지나면서 그들은 이전 지주들로부터 작은 토지를 사들였다. 이러한 토지 분할은 영국인들에 의해 도움을 받았다. 영국인들은 1927년에 추장들에게 세입자들로부터 요구할 수 있는 임대료와 의무 노동을 엄격하게 제한하도록 강요했다. 그리하여 1900년 우간다 협정으로 등장했던 지주 추장들의 과두정치는 중요성이 감소했고, 농업 생산은 수출 시장을 위해 면화와 나중에는 커피를 재배하는 독립적인 자작농에게로 전환되었다.
제1차 세계 대전 동아프리카 전역에서 영국과 독일 간의 장기간 전투로 황폐해진 탕가니카와 달리 우간다는 전시 농업 생산으로 번영했다. 정복 시대와 세기 전환기 동안 질병으로 인한 인구 손실(특히 1900-1906년의 치명적인 수면병 전염병) 이후, 우간다의 인구는 다시 증가하고 있었다. 심지어 1930년대의 대공황도 케냐의 백인 정착 농민들보다 우간다의 소규모 현금 농민들에게 덜 심각하게 영향을 미친 것처럼 보였다. 우간다인들은 가격이 다시 오르면서 수출 작물이 매력적으로 변할 때까지 그저 자신들의 식량을 재배했다.
1930년대와 1940년대 내내 두 가지 문제가 계속해서 불만을 야기했다. 식민지 정부는 환금 작물의 구매 및 가공을 엄격하게 규제하고, 가격을 설정하며, 중간 상인의 역할을 더 효율적이라고 여겨지는 아시아인에게만 허용했다. 영국인과 아시아인들은 아프리카인들이 면화 제면업에 진출하려는 시도를 단호히 막았다. 또한 1920년대에 설립된 아시아인 소유의 사탕수수 농장에서 사탕수수 및 기타 환금 작물에 대한 노동력은 우간다 주변 지역과 심지어 우간다 외부에서 온 이주민들에 의해 점점 더 많이 제공되었다.

### 독립
1949년, 불만을 품은 간다인들은 폭동을 일으켜 친정부 추장들의 집을 불태웠다. 폭동 가담자들은 세 가지 요구를 했다: 면화 수출 판매에 대한 정부 가격 통제를 무시할 권리, 면화 제면업에 대한 아시아인 독점권 폐지, 그리고 영국이 임명한 추장들을 대신하여 지방 정부에 자신들의 대표를 둘 권리였다. 그들은 또한 젊은 카바카 프레더릭 왈루겜베 무테사 2세("프레디 왕" 또는 "카바카 프레디"로도 알려짐)가 백성의 필요에 무관심하다고 비판했다. 영국 총독 존 홀 경은 폭동을 공산주의에 영향을 받은 선동가들의 소행으로 간주하고 제안된 개혁안을 거부했다.

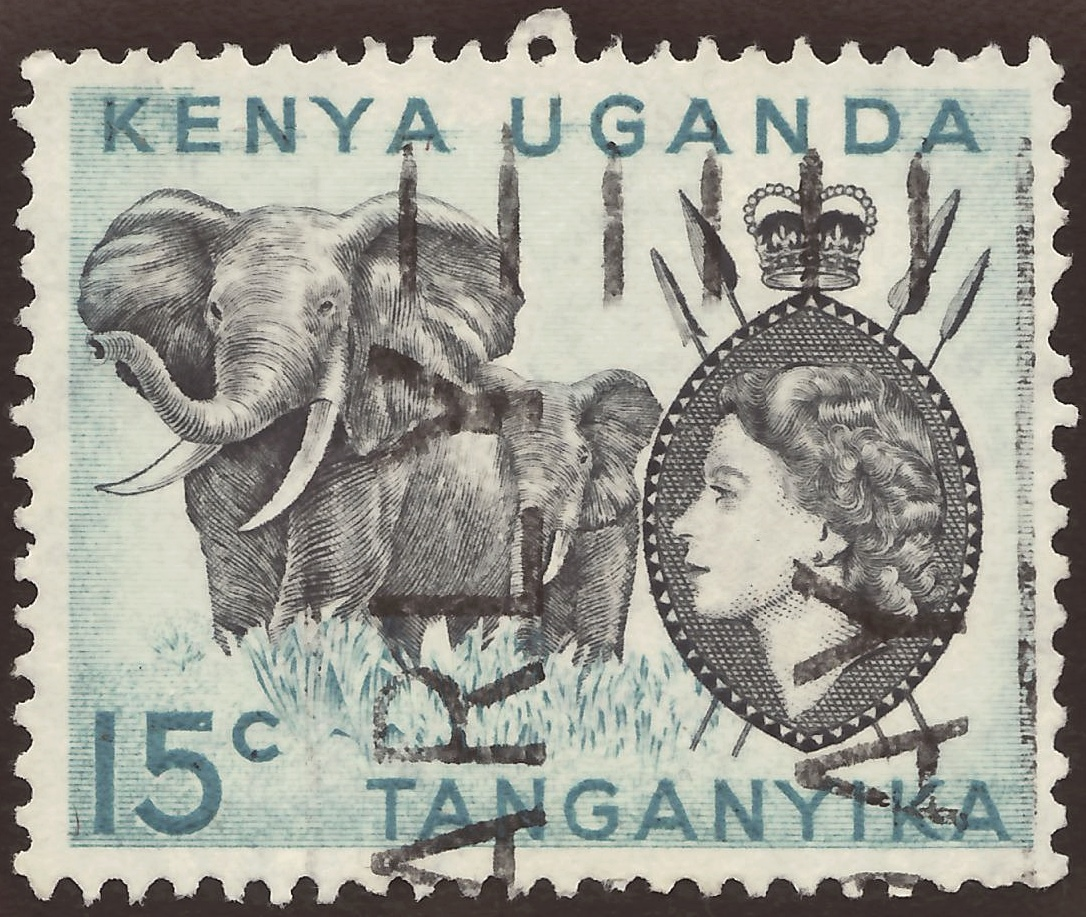
엘리자베스 2세 여왕의 초상화가 있는 영국 동아프리카 우표

우간다의 잠재적 선동가들은 국민적 불만에 느리게 대응했다. 그럼에도 불구하고 I.K. 무사지가 1947년에 설립한 우간다 아프리카 농민 연합은 폭동의 원인으로 지목되어 영국에 의해 금지되었다. 무사지의 우간다 민족회의는 1952년 아부 마얀자를 초대 사무총장으로 하여 농민 연합을 대체했지만, 이 회의는 조직적인 정당이라기보다는 비공식적인 토론 그룹으로 남아 침체되었고 설립 2년 만에 해체되었다.
한편, 영국은 우간다보다 독립 준비에 앞서기 시작했다. 전후 영국의 인도 철수, 서아프리카 민족주의의 진전, 그리고 미래의 자치 정부를 향한 식민지부의 더 자유주의적인 철학이 모두 우간다에서 느껴지기 시작했다. 이러한 문제들의 구현은 1952년 새롭고 활기찬 개혁주의 총독인 앤드루 코헨 경(이전 식민지부 아프리카 담당 차관)이라는 인물로 나타났다.
코헨은 우간다의 독립을 준비하기 시작했다. 경제적으로는 아프리카 면화 제면업에 대한 장애물을 제거하고, 아프리카인 재배 커피에 대한 가격 차별을 철회했으며, 협동조합을 장려하고, 새로운 프로젝트를 장려하고 자금을 지원하기 위해 우간다 개발 공사를 설립했다. 정치적으로는 유럽 공동체에 크게 유리했던 비대표적 이익 집단으로 구성되어 있던 입법회를 재편하여 우간다 전역의 지역에서 선출된 아프리카 대표들을 포함시켰다. 이 시스템은 미래의 우간다 의회를 위한 원형이 되었다.

## 부간다의 권력 정치
선거 가능성은 새로운 정당들의 갑작스러운 증식을 야기했다. 이러한 발전은 우간다 왕국 내의 구파 지도자들을 놀라게 했는데, 그들은 권력의 중심이 국가적 차원에 있을 것이라는 것을 깨달았기 때문이다. 코헨 총독의 개혁에 대한 더 넓은 반대를 촉발시킨 불꽃은 1953년 런던에서 식민지 국무장관이 세 동아프리카 영토(케냐, 우간다, 탕가니카)의 연방 가능성을 언급하면서 로디지아 니아살란드에 설립된 것과 유사하다고 말한 연설이었다.
많은 우간다인들은 로디지아와 니아살란드(이후 짐바브웨, 잠비아, 말라위)의 중앙아프리카 연방과 백인 정착민들의 이익에 의한 지배를 알고 있었다. 우간다인들은 당시 쓰라린 마우 마우 봉기 한가운데 있던 케냐 정착민들이 지배하는 동아프리카 연방의 전망을 깊이 두려워했다. 그들은 1930년 힐튼 영 위원회의 유사한 제안을 강력히 반대했다. 코헨에 대한 신뢰는 코헨 총독이 부간다가 새로운 대국을 위해 특별한 지위를 희생해야 함을 인정하도록 설득하려 할 때 사라졌다.
국민들의 복지에 무관심하다는 평가를 받던 카바카 무테사 2세는 이제 코헨의 통합 부간다 계획에 협력하기를 거부했다. 대신 그는 부간다가 보호령의 나머지 지역과 분리되어 외무부의 관할권으로 이전될 것을 요구했다. 코헨은 이 위기에 대한 대응으로 카바카를 런던으로 편안한 유배를 보냈다. 그의 강제 추방은 카바카를 간다인들의 눈에 즉각적인 순교자로 만들었고, 그들의 잠재된 분리주의와 반식민주의적 정서는 항의의 폭풍을 일으켰다. 코헨의 행동은 역효과를 냈고, 그는 간다인들 중에서 자신의 계획을 지지할 준비가 되어 있거나 능력이 있는 사람을 찾을 수 없었다. 2년 간의 좌절스러운 간다인들의 끊임없는 적대와 방해 끝에 코헨은 무테사 2세를 복위시킬 수밖에 없었다.
카바카의 복귀로 이어진 협상은 1900년 존스턴 위원의 협상과 비슷한 결과를 낳았다. 비록 영국을 만족시키는 것처럼 보였지만, 간다인들에게는 엄청난 승리였다. 코헨은 카바카가 더 큰 우간다 틀 내에서의 독립에 반대하지 않겠다는 동의를 얻어냈다. 카바카는 복위되었을 뿐만 아니라, 1889년 이래 처음으로 군주가 정부 업무를 수행하는 단순한 명목상의 인물이 아니라 자신의 추장(부간다 정부 관리)을 임명하고 해임할 권한을 부여받았다.
카바카의 새로운 권력은 그가 단지 "입헌군주"일 뿐이라는 오해를 불러일으키는 주장에 가려져 있었지만, 사실 그는 우간다가 어떻게 통치될지를 결정하는 데 중요한 역할을 했다. 자신들을 "왕의 친구들"이라고 부르는 새로운 간다인 집단이 카바카를 방어하기 위해 결집했다. 그들은 보수적이었고, 왕국으로서 부간다에 맹렬히 충성했으며, 카바카가 국가 원수로서 이끄는 경우에만 독립 우간다에 참여할 가능성을 고려할 용의가 있었다. 이러한 비전을 공유하지 않거나 "왕의 친구들"에 반대하는 간다 정치인들은 "왕의 적들"로 낙인찍혔고, 이는 정치적, 사회적 배척을 의미했다.
이 규칙의 주요 예외는 베네딕토 키와누카가 이끄는 자체 정당인 민주당(DP)을 결성한 로마 가톨릭 간다인들이었다. 많은 가톨릭교도들은 1892년 루가드의 막심이 전세를 뒤집은 이후로 부간다의 개신교 지배 체제에서 소외감을 느껴왔다. 카바카는 개신교여야 했고, 그는 영국 군주(영국 성공회 캔터베리 대주교가 임명하는)의 대관식 모델을 본떠 주요 개신교 교회에서 열린 대관식에서 임명되었다. 우간다 전역의 다른 왕국에서도 종교와 정치는 똑같이 분리할 수 없었다. DP는 가톨릭교도뿐만 아니라 다른 신봉자들도 있었으며, 선거를 준비하는 모든 정당 중에서 가장 잘 조직된 정당이었다. 이들은 인쇄소를 가지고 있었고, 성 마리 키수비 선교회에서 발행되는 인기 신문 무노의 지원을 받았다.
우간다 다른 지역에서는 카바카가 정치 세력으로 부상하자 즉각적인 적대감을 불러일으켰다. 정당과 지역 이익 집단은 분열과 경쟁으로 얼룩져 있었지만, 한 가지 공통된 우려를 공유했다. 그들은 부간다에 의해 지배되지 않겠다는 결의를 다졌다. 1960년 랑고 출신의 정치 조직가 밀턴 오보테는 주도권을 잡고 로마 가톨릭이 지배하는 DP에 반대하는 모든 부간다 헤게모니 반대 세력의 연합체로서 우간다 인민회의(UPC)라는 새로운 정당을 결성했다.
코헨이 통일된 우간다 국가의 독립을 가져오기 위해 시작한 조치들은 부간다 파벌과 그 지배에 반대하는 파벌 간의 양극화를 초래했다. 1959년 우간다 전체 인구 600만 명 중 부간다의 인구는 200만 명이었다. 부간다에 거주하는 많은 비간다인들을 제외하더라도, 카바카에게 충성을 바치는 사람이 적어도 100만 명이나 되었다. 이들을 간과하거나 무시하기에는 너무 많았지만, 전체 국가를 지배하기에는 너무 적었다.
1960년 런던 회담에서 부간다의 자치와 강력한 단일 정부가 양립할 수 없다는 것이 명백했지만, 타협점은 나타나지 않았고 정부 형태에 대한 결정은 연기되었다. 영국은 공식적인 독립 부여 이전 단계인 "책임정부"를 위한 선거가 1961년 3월에 열릴 것이라고 발표했다. 선거에서 승리하는 사람들이 귀중한 공직 경험을 얻어 독립 후 통치라는 probable 책임에 대비할 것이라고 가정되었다.
부간다에서는 "왕의 친구들"이 미래 자치권에 대한 약속을 얻으려는 시도가 거절되었기 때문에 선거를 전면 보이콧할 것을 촉구했다. 그 결과, 우간다 전역에서 유권자들이 82명의 국회 의원을 선출하기 위해 투표에 참여했을 때, 부간다에서는 오직 DP의 로마 가톨릭 지지자들만이 심한 대중적 압력을 무릅쓰고 투표하여 부간다에 할당된 21석 중 20석을 차지했다. 이 인위적인 상황은 DP에게 의석 과반수를 안겨주었지만, 전국적으로는 DP가 416,000표를 얻은 반면 UPC는 495,000표를 얻어 소수 득표였다. 베네딕토 키와누카가 우간다의 새로운 수석 장관이 되었다.
결과에 충격을 받은 부간다 분리주의자들은 카바카 예카라는 정당을 결성하고 선거 보이콧의 지혜에 대해 재고했다. 그들은 장래의 연방 정부 형태를 제안한 영국 위원회의 권고를 즉시 환영했다. 이러한 권고에 따르면, 부간다는 국가 정부에 완전히 참여할 경우 어느 정도의 내부 자율성을 누릴 것이다.
UPC 또한 DP 경쟁자들이 자리 잡기 전에 정부에서 축출하고 싶어했다. 오보테는 카바카 프레디와 KY와 이해를 맺고, 부간다의 특별 연방 관계와 심지어 카바카가 국회에 부간다 대표를 임명할 수 있는 조항까지 받아들였다. 이는 DP를 물리치기 위한 전략적 동맹의 대가였다. 카바카에게는 우간다의 국가 원수라는 주로 의례적인 직위도 약속되었는데, 이는 간다인들에게 큰 상징적 중요성을 가졌다.
UPC와 KY의 이러한 편의적 결합은 DP 임시 행정부의 패배를 필연적으로 만들었다. 1962년 4월 독립을 앞둔 최종 선거 결과, 우간다 국회는 UPC 의원 43명, KY 의원 24명, DP 의원 24명으로 구성되었다. 새로운 UPC-KY 연합은 1962년 10월 우간다를 독립으로 이끌었고, 오보테는 우간다의 총리가 되었고 카바카는 1년 후 우간다의 대통령이 되었다.

## 더 읽어보기
- Amone, Charles, and Okullu Muura. "British Colonialism and the Creation of Acholi Ethnic Identity in Uganda, 1894 to 1962." Journal of Imperial and Commonwealth History 42.2 (2014): 239–257.
- Bennett, Alison. "Diplomatic Gifts: Rethinking Colonial Politics in Uganda through Objects." History in Africa 45 (2018): 193–220.
- Martel, Gordon. "Cabinet politics and African partition: The Uganda debate reconsidered." Journal of Imperial and Commonwealth History 13.1 (1984): 5–24.